# او-یال
او-یال (انگلیسی: U-Yal) یک شهرک در شهرستان کالتاسینسکی استان باشقیرستان کشور روسیه است.